# La Balme
Pour les articles homonymes, voir Balme.
Cet article possède un paronyme, voir Labalme.
La Balme est une commune française située dans le département de la Savoie, en région Auvergne-Rhône-Alpes.

## Géographie

### Climat
Pour des articles plus généraux, voir Climat d'Auvergne-Rhône-Alpes et Climat de la Savoie.
En 2010, le climat de la commune est de type climat des marges montargnardes, selon une étude du Centre national de la recherche scientifique s'appuyant sur une série de données couvrant la période 1971-2000. En 2020, Météo-France publie une typologie des climats de la France métropolitaine dans laquelle la commune est exposée à un climat de montagne ou de marges de montagne et est dans la région climatique Alpes du nord, caractérisée par une pluviométrie annuelle de 1 200 à 1 500 mm, irrégulièrement répartie en été.
Pour la période 1971-2000, la température annuelle moyenne est de 11,1 °C, avec une amplitude thermique annuelle de 18,3 °C. Le cumul annuel moyen de précipitations est de 1 288 mm, avec 10,7 jours de précipitations en janvier et 7,8 jours en juillet. Pour la période 1991-2020, la température moyenne annuelle observée sur la station météorologique de Météo-France la plus proche, « Belley Man », sur la commune de Belley à 6 km à vol d'oiseau, est de 12,1 °C et le cumul annuel moyen de précipitations est de 1 099,8 mm,. Pour l'avenir, les paramètres climatiques de la commune estimés pour 2050 selon différents scénarios d'émission de gaz à effet de serre sont consultables sur un site dédié publié par Météo-France en novembre 2022.

## Urbanisme

### Typologie
Au 1er janvier 2024, La Balme est catégorisée commune rurale à habitat dispersé, selon la nouvelle grille communale de densité à sept niveaux définie par l'Insee en 2022.
Elle est située hors unité urbaine. Par ailleurs la commune fait partie de l'aire d'attraction de Chambéry, dont elle est une commune de la couronne,. Cette aire, qui regroupe 115 communes, est catégorisée dans les aires de 200 000 à moins de 700 000 habitants,.

### Occupation des sols
L'occupation des sols de la commune, telle qu'elle ressort de la base de données européenne d’occupation biophysique des sols Corine Land Cover (CLC), est marquée par l'importance des territoires agricoles (49,7 % en 2018), une proportion identique à celle de 1990 (49,7 %). La répartition détaillée en 2018 est la suivante : 
terres arables (42,7 %), forêts (31,7 %), eaux continentales (12,8 %), zones agricoles hétérogènes (7 %), milieux à végétation arbustive et/ou herbacée (3,2 %), espaces ouverts, sans ou avec peu de végétation (2,7 %).
L'IGN met par ailleurs à disposition un outil en ligne permettant de comparer l’évolution dans le temps de l’occupation des sols de la commune (ou de territoires à des échelles différentes). Plusieurs époques sont accessibles sous forme de cartes ou photos aériennes : la carte de Cassini (XVIIIe siècle), la carte d'état-major (1820-1866) et la période actuelle (1950 à aujourd'hui).

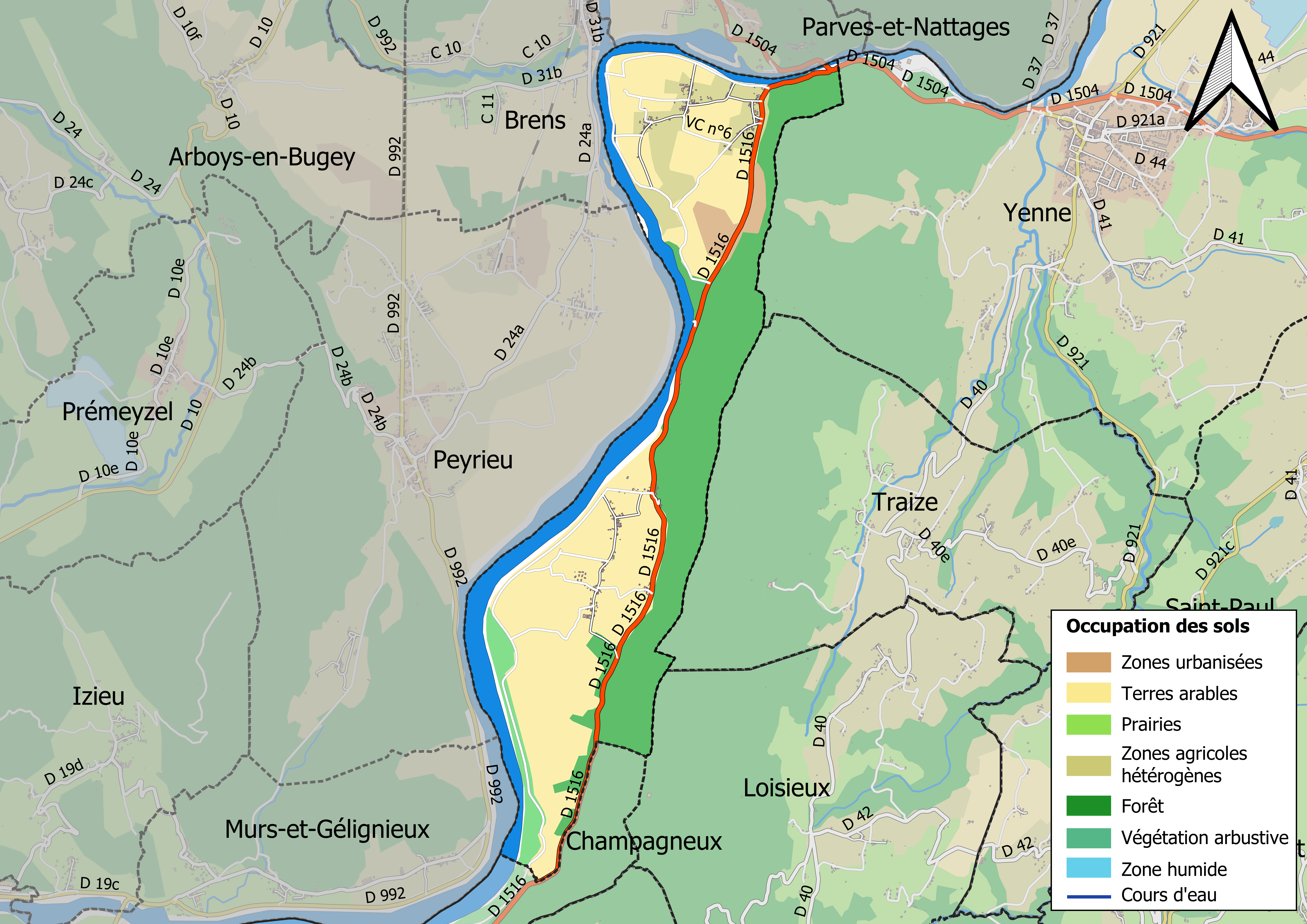
Carte des infrastructures et de l'occupation des sols en 2018 (CLC) de la commune.
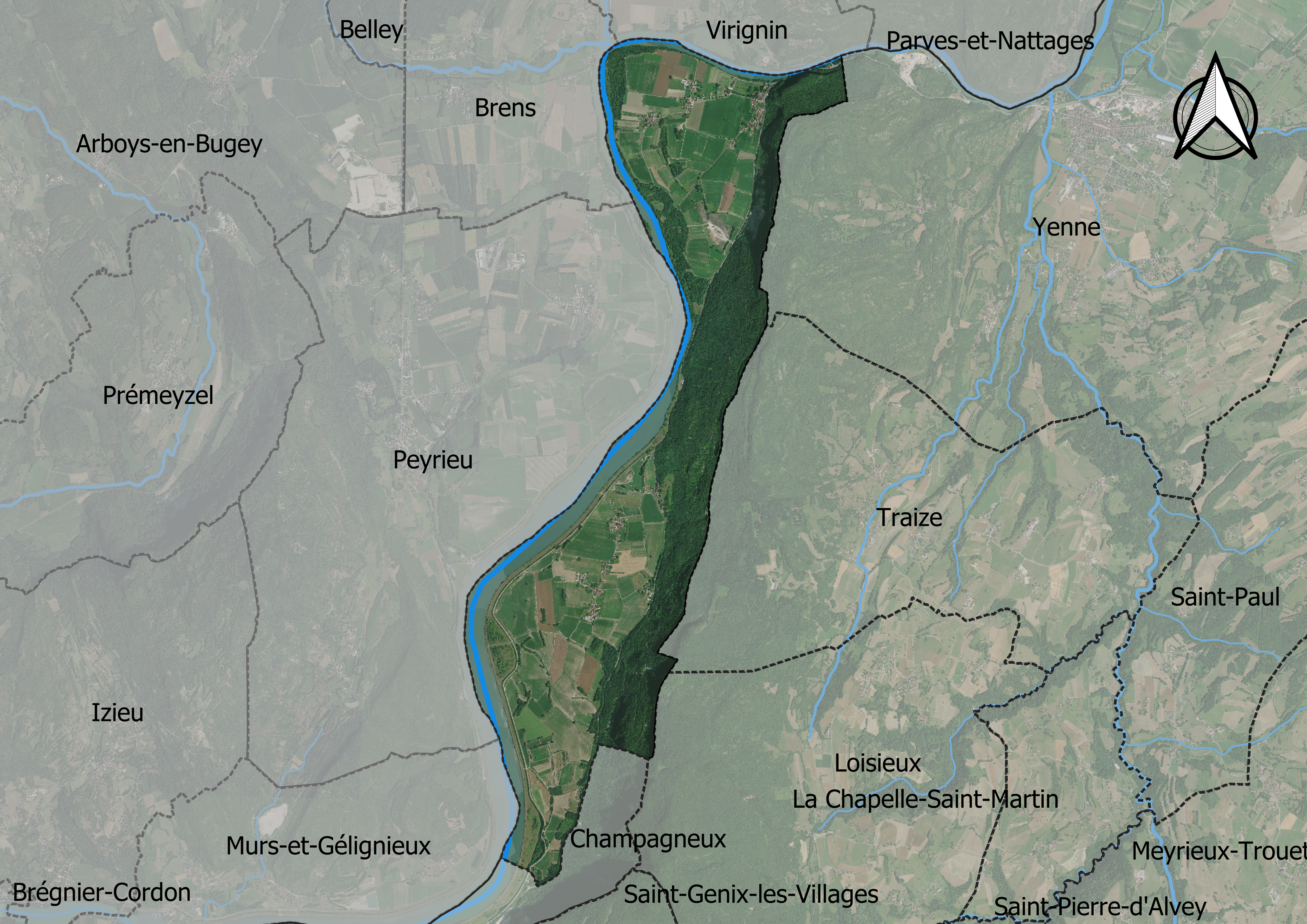
Carte orthophotogrammétrique de la commune.

## Toponymie
La plus ancienne mention de la paroisse remonte à 739, sous la forme la Balem. Les formes suivantes sont Balma (1215), Baume (1347), voire également la Balme sous Pierre-Châtel dans le cadastre Sarde (1761).
Issu d'un mot pré-roman, voire pré-indo-européen, balma « caverne, abri sous roche », lui-même apparenté à la base pré-indo-européenne *Bal « hauteur, rocher ».
En francoprovençal, le nom de la commune s'écrit La Borma, selon la graphie de Conflans.

## Histoire
Lors du traité de Lyon le 17 janvier 1601 qui voit le transfert du Bugey, du pays de Gex, de la Bresse et du Valromey de la Savoie à la France, La Balme est accordée à la France comme tête de pont sur la rive gauche du Rhône.
Le traité de Turin du 24 mars 1760, dit traité des limites, voit la frontière reportée sur le fleuve.
Le 13 germinal an II (2 avril 1794), Maxime Sevez (1761-1802), commissaire de la Révolution, est à la Balme. On lui assure que le clocher est démoli et qu'il n'y a aucun châtel dans la commune.

## Politique et administration

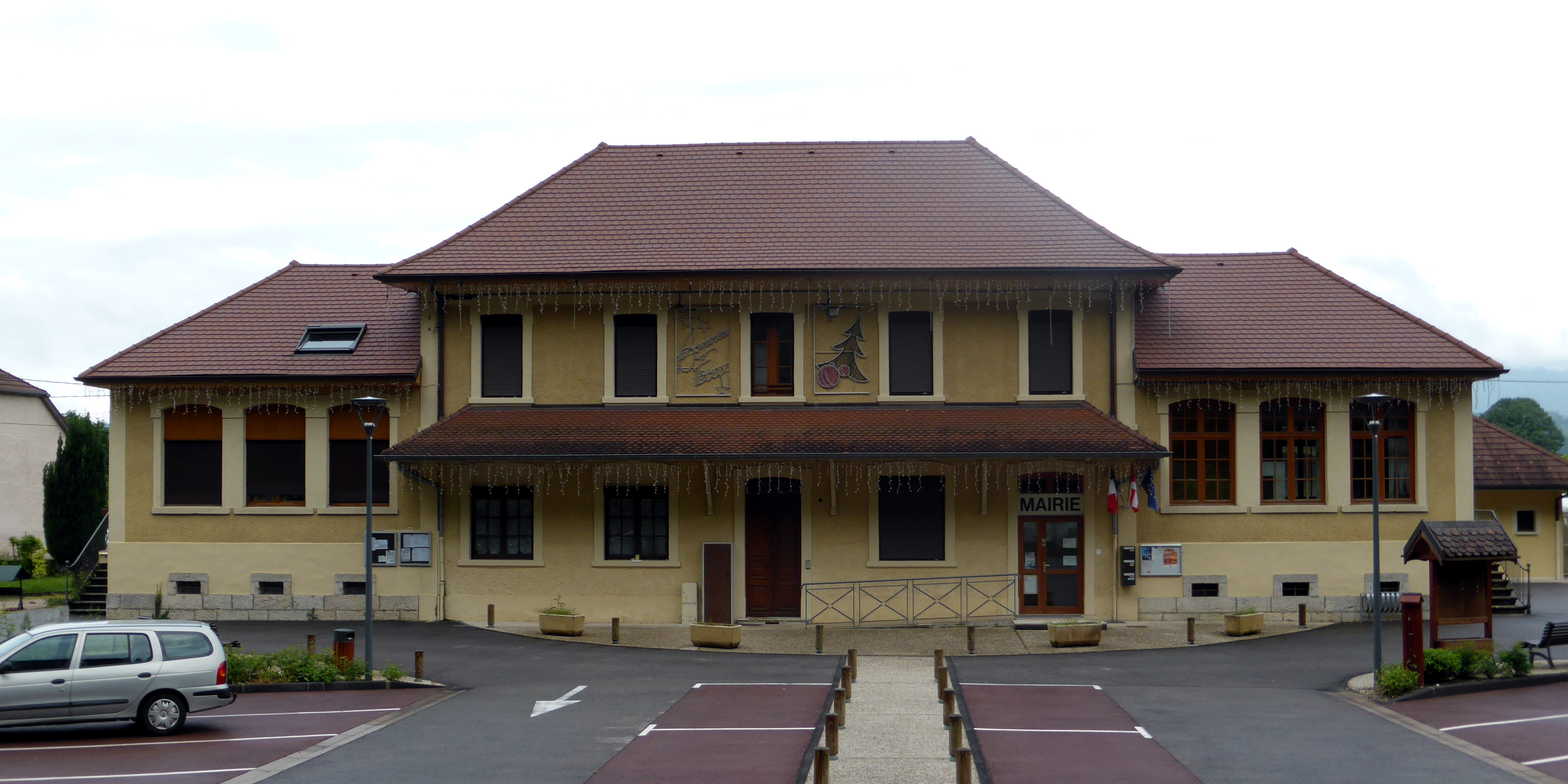
La mairie de la Balme.

### Liste des maires
| Période                                  | Période                  | Identité      | Étiquette | Qualité |
| ---------------------------------------- | ------------------------ | ------------- | --------- | ------- |
| Les données manquantes sont à compléter. |                          |               |           |         |
| mars 2001                                | mars 2014                | Paul Collomb  | ...       | ...     |
| mars 2014                                | En cours (au avril 2014) | Martine Gojon |           |         |

## Population et société
Les habitants de la commune sont appelés les Balmerans.

### Démographie
L'évolution du nombre d'habitants est connue à travers les recensements de la population effectués dans la commune depuis 1793. Pour les communes de moins de 10 000 habitants, une enquête de recensement portant sur toute la population est réalisée tous les cinq ans, les populations de référence des années intermédiaires étant quant à elles estimées par interpolation ou extrapolation. Pour la commune, le premier recensement exhaustif entrant dans le cadre du nouveau dispositif a été réalisé en 2006.

En 2022, la commune comptait 356 habitants, en évolution de +14,47 % par rapport à 2016 (Savoie : +3,63 %, France hors Mayotte : +2,11 %).
| 1793 | 1800 | 1806 | 1822 | 1838 | 1848 | 1858 | 1861 | 1866 |
| ---- | ---- | ---- | ---- | ---- | ---- | ---- | ---- | ---- |
| 486  | 489  | 530  | 540  | 592  | 685  | 629  | 556  | 563  |

| 1872 | 1876 | 1881 | 1886 | 1891 | 1896 | 1901 | 1906 | 1911 |
| ---- | ---- | ---- | ---- | ---- | ---- | ---- | ---- | ---- |
| 588  | 557  | 504  | 501  | 479  | 421  | 448  | 451  | 421  |

| 1921 | 1926 | 1931 | 1936 | 1946 | 1954 | 1962 | 1968 | 1975 |
| ---- | ---- | ---- | ---- | ---- | ---- | ---- | ---- | ---- |
| 365  | 356  | 342  | 323  | 266  | 237  | 192  | 141  | 147  |

| 1982 | 1990 | 1999 | 2006 | 2011 | 2016 | 2021 | 2022 | - |
| ---- | ---- | ---- | ---- | ---- | ---- | ---- | ---- | - |
| 155  | 159  | 178  | 224  | 263  | 311  | 350  | 356  | - |

## Culture locale et patrimoine

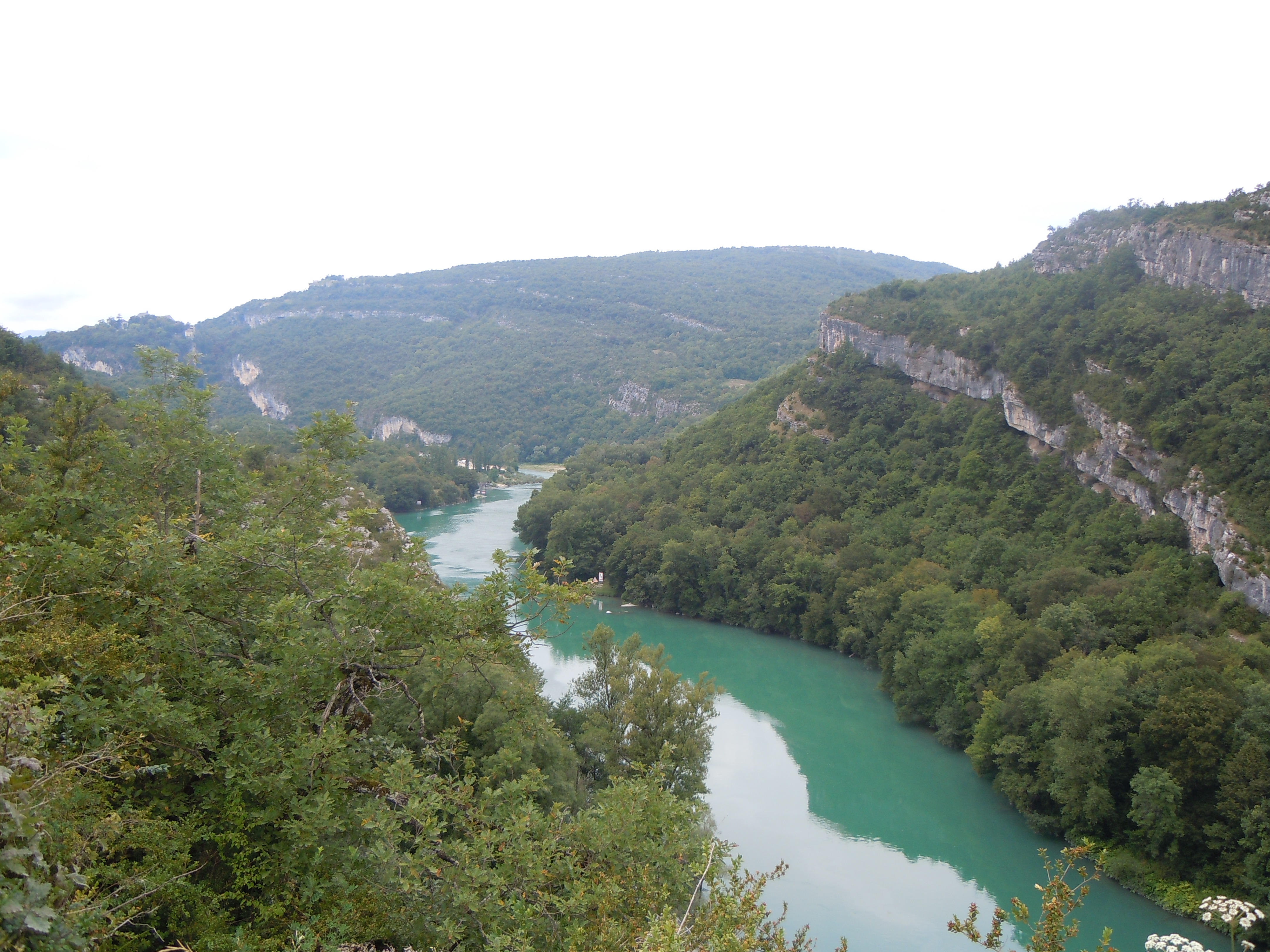
Les gorges de la Balme depuis Notre-Dame de la Montagne.

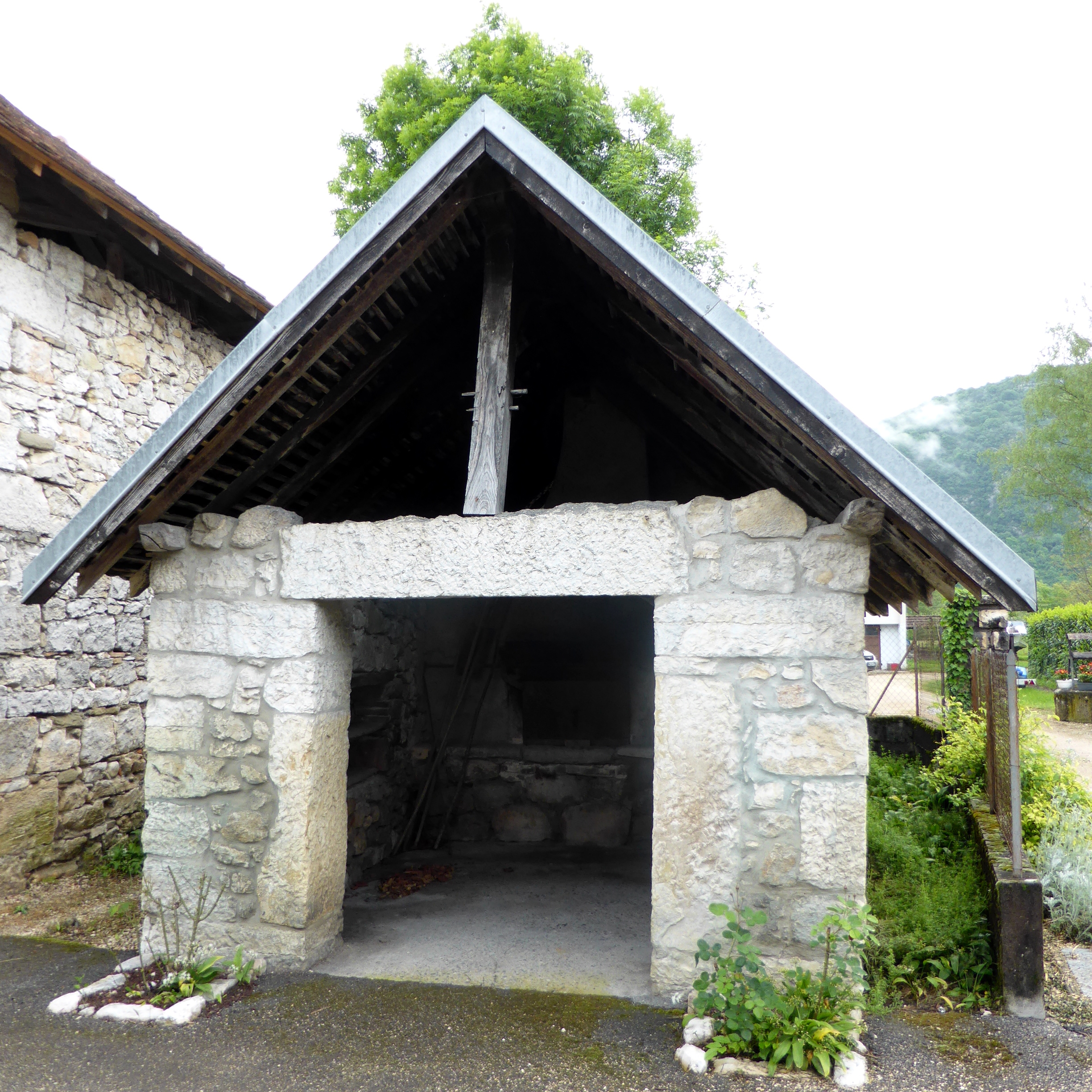
Four à pain communal dans le hameau des Marmots.

### Lieux et monuments
- Le château de La Balme (XIVe siècle), dit plus tard de Cordon[22].
- Le pont de La Balme sur le Rhône.